# Ribeira Julião
Ribeira Julião (crioll capverdià Rbera Jilion) és una vila al centre de l'illa de São Vicente a l'arxipèlag de Cap Verd. Està situada 6 kilòmetres al sud-est de Mindelo. És la seu de l'Iscomar (Institut d'Enginyeria i Ciències del Mar, Institut Superior d'Enginyeria i Ciències Marítimes), i assenyala l'entitat responsable del domini nacional .cv Cap Verd per Internet.